# Esbart Mare Nostrum
L'Esbart Mare Nostrum és una entitat de Sant Andreu del Palomar (Barcelonès) creada l'any 1956. Des de fa més de cinquanta anys es dedica a ensenyar danses tradicionals dels Països Catalans, que s'ofereixen al públic en actuacions diverses. Es dedica a ensenyar danses tradicionals de totes les terres de parla catalana i a representar-les en actuacions públiques. L'esbart organitza cursets en grups, segons l'edat dels alumnes: fins a cinc anys, de sis a deu anys, i d'onze a dinou. Fins al 1957 (pel cap baix) dirigí l'esbart el folklorista Lluís Moreno i Pallí.